# Flughafen Darbhanga

i8
i11
i13
Der ca. 52 m hoch gelegene Flughafen Darbhanga (IATA-Code: DBR, ICAO-Code: VEDH) liegt im Norden der Gangesebene etwa 50 km (Luftlinie) südlich der Grenze zu Nepal und nur etwa 8 km (Fahrtstrecke) nordöstlich der Großstadt Darbhanga im nordindischen Bundesstaat Bihar.

## Geschichte
Ein Flugfeld wurde bereits in den 1930er Jahren im Auftrag von Maharaja Kameshwar Singh für seine private Fluggesellschaft eingerichtet. Diese wurde nach dem Zweiten Weltkrieg von der Darbhanga Aviation übernommen, die bis zum Jahr 1962 existierte. Während des Indisch-Chinesischen Grenzkriegs (20. Oktober bis 20. November 1962) wurde der Flughafen von der Indian Air Force übernommen. Der private Charter-Flugbetrieb wurde in den 1970er Jahren wieder aufgenommen, doch erst in den Jahren nach 2018 wurde in den zivilen Ausbau des Flughafens investiert; im Jahr 2020 begann der Linienverkehr.

## Flugverbindungen
Derzeit betreiben mehrere indische Fluggesellschaften z. T. mehrmals tägliche Flüge nach Delhi, Bangalore, Mumbai, Hyderabad und Kolkata.

## Sonstiges
Der auch für Strahlflugzeuge geeignete Flughafen wird von der Airports Authority of India betrieben und teilt sich die mit ILS ausgestattete Start- und Landebahn mit dem Luftwaffenstützpunkt.